# Marcos Valle
Marcos Valle, nome completo Marcos Kostenbader Valle (Rio de Janeiro, 14 settembre 1943), è un cantante, compositore e arrangiatore brasiliano.
Insieme a Francis Hime, Dori Caymmi, Eumir Deodato e Nelson Motta, appartiene alla seconda generazione di bossanovisti.

## Biografia
Fratello del paroliere Paulo Sérgio Valle e cugino del compositore Pingarilho, si accostò alla musica a sei anni attraverso lo studio del pianoforte, di cui perfezionò teoria e tecnica al Conservatorio Haydée Lázaro Brandt. Poi passò alla fisarmonica e infine alla chitarra. Non ancora ventenne, prese contatto con il mondo musicale carioca tramite la frequentazione di bar e club in cui si suonava jazz e si effettuavano jam session; nel 1957 si ritrovò al Teatro Municipal insieme ad altri giovani fra i quali Eumir Deodato, Edu Lobo, Ugo Marotta (futuro vibrafonista della formazione di Roberto Menescal) e Carlos Alberto Pingarilho, tutti e quattro allora fisarmonicisti ma con l’intenzione di abbandonare lo strumento per passare alla chitarra. Nel 1961 diede vita a un trio che lo vedeva a fianco di Edu Lobo e Dori Caymmi, e iniziò a comporre proprie musiche assieme al fratello paroliere, e il suo primo LP risale al 1962: in Samba demais sono contenute composizioni personali e interpretazioni di altri cantautori brasiliani, fra i quali Tom Jobim, Durval Ferreira, Pingarilho, Johnny Alf, Vinícius de Moraes, Roberto Menescal e Ronaldo Bôscoli; e l'anno successivo incise Sonho de Maria.
Nell'autunno del 1964 era sul palco del Teatro Paramount di San Paolo, nello spettacolo concerto O remédio é Bossa in cui cantò Terra de ninguém, canzone che lo vide affiancato da una semisconosciuta Elis Regina; con questa prestazione ottenne un ottimo riscontro che lo favorì nel lancio del successivo album O compositor e o cantor Marcos Valle, composto assieme a Paulo Sérgio Valle. Nello stesso anno, in qualità di membro del gruppo Brasil 65 di Sérgio Mendes effettuò un tour di sette mesi negli Stati Uniti, partecipando anche al programma TV di Andy Williams.
Nella seconda metà degli anni sessanta, mal sopportando la dittatura militare, visse dividendosi tra Brasile e Stati Uniti e lanciando quattro album: nel 1967 Braziliance! A música de Marcos Valle e Viola enlaurada, la cui title track era eseguita in duetto con Milton Nascimento; Samba ’68 , pubblicata per il mercato nordamericano nel 1968, e Mustang cor de sangue del 1969. In apertura del decennio successivo, Marcos Valle continuò con le registrazioni di dischi: Marcos Valle uscì nel 1970, l’LP Garra è del 1971, l’anno successivo fu la volta di Vento Sul, nel 1974 fu pubblicato Marcos Valle. Durante il quinquennio l’artista brasiliano compose molte colonne sonore per sceneggiati televisivi a puntate e alcuni jingle che raggiunsero grande popolarità. Dal 1975 fino alla fine del decennio il cantante fu negli Stati Uniti, dove ebbe esperienze musicali con Sarah Vaughan, con cui duettò in Something, e con Airto Moreira, che creò gli arrangiamenti del disco Touching You, Touching Me.

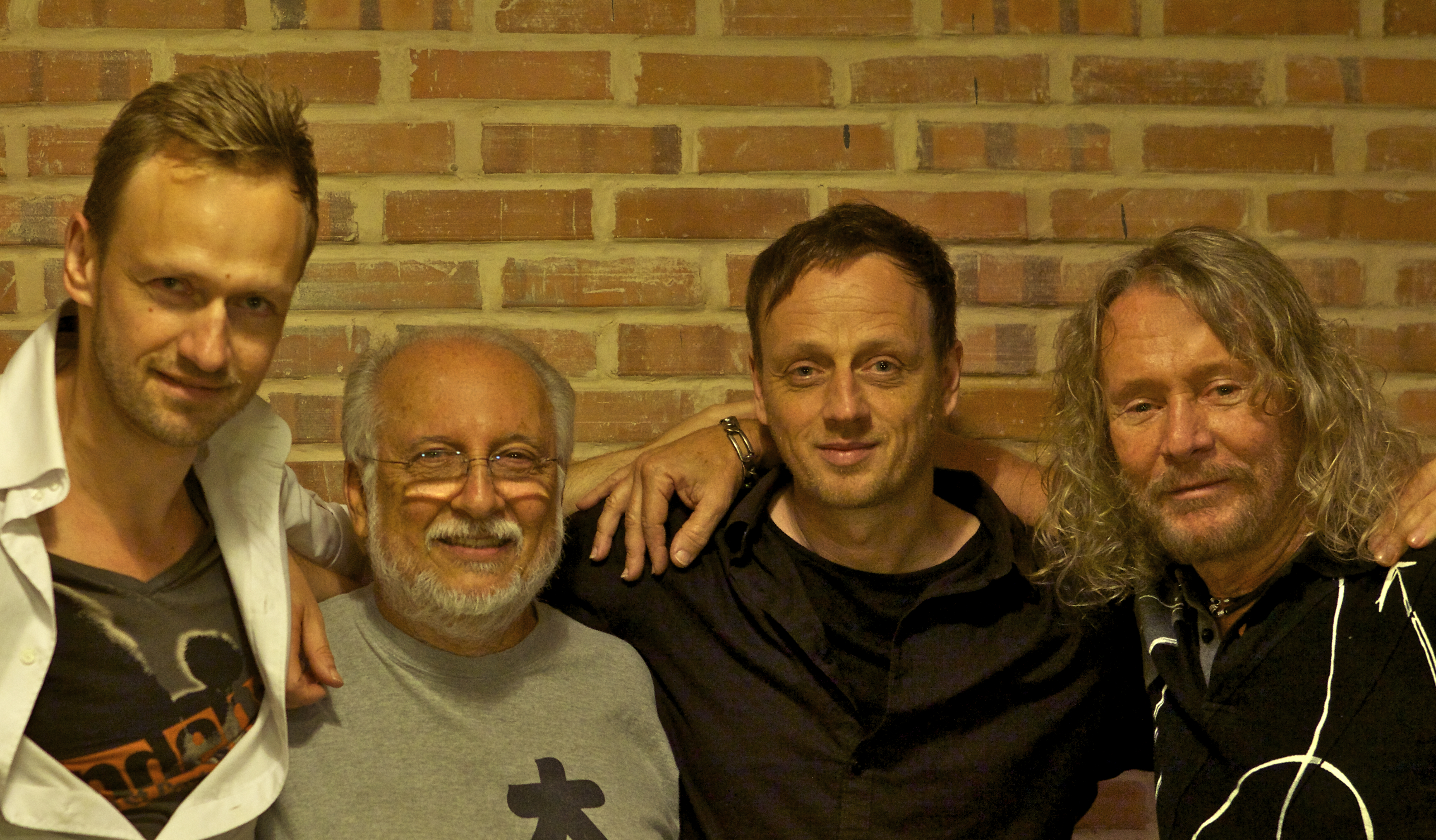
Marcos Valle (primo da destra), Roberto Menescal (terzo da destra) e i Berman Brothers

Nel 1981 fece ritorno in patria, pubblicando l’LP Vontade de rever você; due anni dopo uscì Marcos Valle, contenente solamente brani di propria composizione, nel 1986 il musicista incise Tempo da gente. Il decennio successivo vide il decollo della popolarità di Valle fuori dal continente americano: la sua fama, dovuta anche alle esecuzioni delle sue musiche nei night club londinesi, si estese all’Europa e al Giappone, sui cui mercati furono rilanciate le precedenti produzioni discografiche di Valle. Il successo gli fece conseguire un titolo prestigioso conferitogli dalla rivista inglese Straight No Chased. L’affermazione dell’artista brasiliano in campo mondiale è testimoniata anche dal CD del 2004 Free Me, nel quale Emma Bunton, ex appartenente alle Spice Girls, canta Crickets Sing for Anamaria, versione inglese della composizione di Valle Os grilos.
Il nuovo millennio lo vide spesso esibirsi in concerti: con musicisti canadesi per commemorare i 500 anni del Brasile (da cui venne ricavato tre anni dopo l’LP Live in Montreal); con Roberto Menescal, Wanda Sá e Danilo Caymmi nel Fare Festival di Pavia; in uno spettacolo del 2001 con Menescal e Wanda Sá da cui fu tratto il live dal titolo Bossa Entre Amigos; nello spettacolo Bossa Nova in Concert, nel 2004, con Johnny Alf, João Donato, Carlos Lyra, Roberto Menescal, Wanda Sá, Leny Andrade, Pery Ribeiro, Durval Ferreira, Eliane Elias, Os Cariocas e i Bossacucanova; nel 2005 nel concerto Bossa entre amigos a fianco di Roberto Menescal, Wanda Sá e Carlos Lyra.
Nel 2006, Valle ottenne il premio Tim per il miglio disco strumentale dell’anno, individuato nel CD Jet-Samba. L’anno successivo volò in Europa dove si esibì in venti concerti. L’anno dopo fu di nuovo sul palco: lo spettacolo Bossa Nova 50 anos lo vide a fianco dei più prestigiosi nomi della musica brasiliana: Carlos Lyra, Roberto Menescal, Oscar Castro-Neves, Wanda Sá, Leila Pinheiro, Emílio Santiago, il gruppo Zimbo Trio, Leny Andrade e Maria Rita fra i tanti. Nello stesso anno, Valle pubblicò il CD Os bossa nova nel quale, assieme a motivi di propria composizione, riprendeva temi di Menescal, Jobim, Carlos Lyra, Ronaldo Bôscoli e João Donato. Dopo la pubblicazione, nel 2009, del disco Página central, andò in tournée con Menescal in Giappone. La cantante statunitense Stacey Kent si esibì nel 2012 insieme a Valle in tre occasioni: a Fortaleza, a San Paolo e a Rio de Janeiro (dal cui concerto fu tratto Ao vivo), e il duo fu accompagnato dal sassofonista Jim Tomlinson. Nel 2013, Marcos Valle ha festeggiato i cinquant’anni di carriera con due concerti a cui hanno partecipato Carlos Lyra e Diogo Nogueira, e ha anche inciso un secondo disco in cui l’artista brasiliano canta assieme a Stacey Kent. Il 2019 ha visto la pubblicazione del CD Sempre, alla cui registrazione hanno partecipato Alex Malheiros al basso, Paulinho Guitarra alla chitarra, Armando Marçal alle percussioni, i fiatisti Jessé Sadoc, Marcelo Martins e Aldivas Ayres De Lima, e la cantante Patricia Alvi. Nello stesso anno Valle è stato protagonista di uno spettacolo di beneficenza, sul palco insieme a Menescal, Lyra e João Donato, nel quale ha alternato classici brasiliani e brani inediti.

## Vita privata
Si è sposato due volte e ha due figli maschi: nel 1992 è nato Daniel, e nel 1994 Tiago.

## Discografia
- 1964 - Samba demais (Odeon)

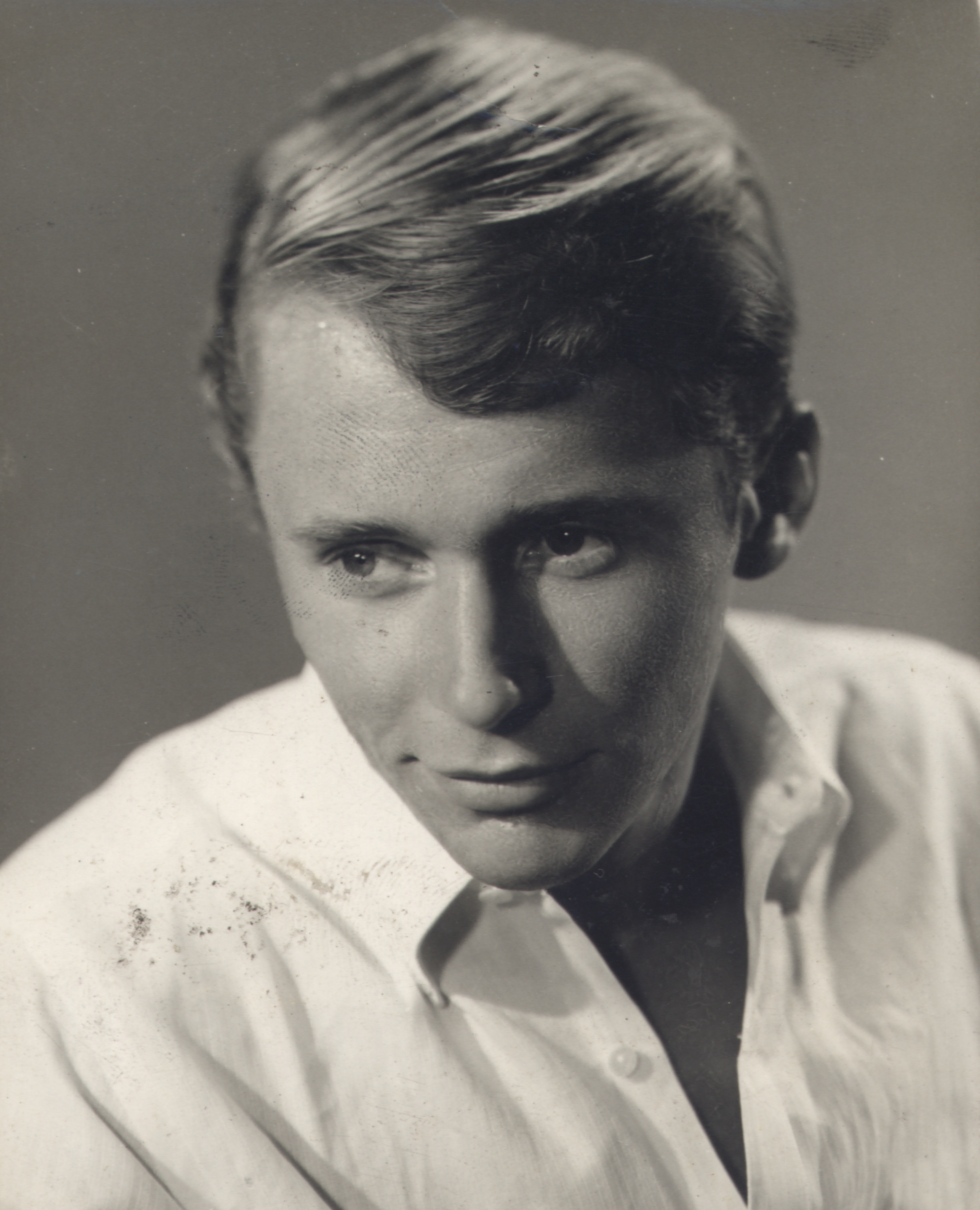
Marcos Valle in una foto giovanile

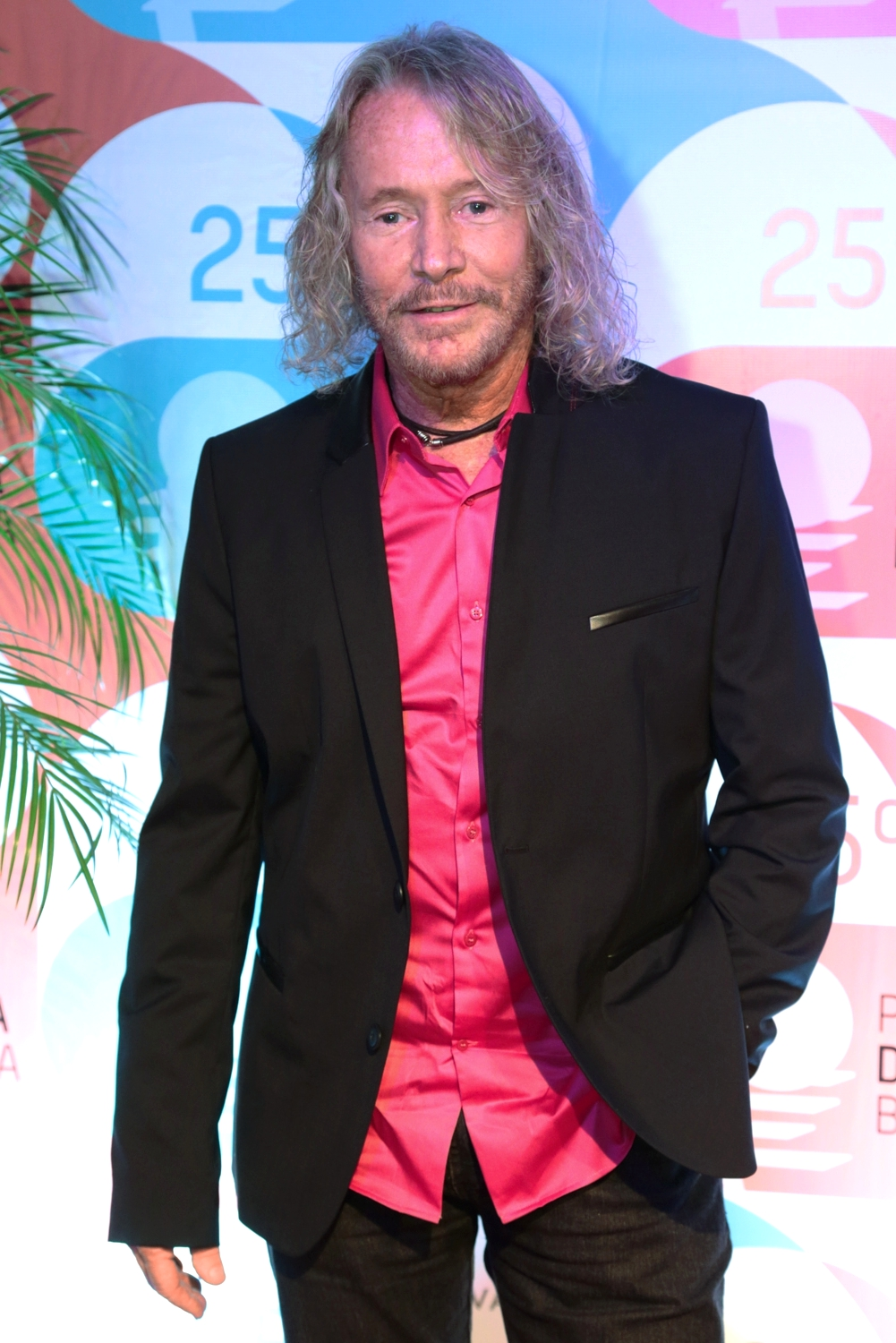
Marcos Valle nel 2014

- 1965 - O compositor e o cantor Marcos Valle (Odeon)
- 1967 - Viola Enluarada (Odeon)
- 1967 - Braziliance! A música de Marcos Valle (Warner/Odeon)
- 1968 - Samba '68 (Verve)
- 1969 - Mustang côr de sangue (Odeon)
- 1970 - Marcos Valle (Odeon)
- 1971 - Garra (Odeon)
- 1972 - Vento sul (Som Livre)
- 1973 - O Fabuloso Fittipaldi (colonna sonora)
- 1973 - Previsão do tempo (Odeon)
- 1974 - Marcos Valle (Odeon)
- 1981 - Vontade de rever você (Som Livre)
- 1983 - Marcos Valle (Som Livre)
- 1986 - Tempo da gente (Arca Som)
- 1998 - Songbook Marcos Valle
- 1998 - Nova bossa nova (Far Out)
- 2001 - Bossa entre amigos. Wanda Sá, Roberto Menescal e Marcos Valle (Albatroz)
- 2003 - Live in Montreal
- 2005 - Jet-Samba (Dubas)
- 2008 - Os bossa nova (Biscoito Fino)
- 2009 - Página central - Marcos Valle e Celso Fonseca (Biscoito Fino)
- 2013 - Ao vivo (con Stacey Kent) (Sony/BMG)[7]
- 2016 - Live at Birdland • New York City / From Tokyo to New York (con Stacey Kent) (Sony/BMG)
- 2018 - Edu Dori & Marcos (con Edu Lobo & Dory Caymmi) (Biscoito Fino)
- 2019 - Sempre (Far Out)
- 2020 - Cinzento (Deck/Polysom)